# Warsaw (album)
Pour les articles homonymes, voir Warsaw.
 (août 2017).
Si vous disposez d'ouvrages ou d'articles de référence ou si vous connaissez des sites web de qualité traitant du thème abordé ici, merci de compléter l'article en donnant les références utiles à sa vérifiabilité et en les liant à la section « Notes et références ».
Albums de Warsaw (Joy Division)
The Peel Sessions
(1990) Permanent
(1995)
Warsaw est une compilation de Warsaw, qui deviendra le groupe Joy Division, de style punk rock, sortie officiellement en 1994. Enregistré en 1977, l'album aurait dû être le premier du groupe et comprendre onze pistes. Cependant, il était déçu de la post-production opérée par les producteurs de RCA ce qui a conduit à son abandon.
L'album a alors circulé sous forme de bootlegs portant le même titre jusqu'à sa sortie officielle en 1994 (avec l'ajout d'autres pistes). Il est d'abord disponible uniquement au Portugal, puis au Royaume-Uni au début de l'année 1997. La liste des chansons comprend les quatre pistes de l'EP An Ideal for Living. Cette sortie inclut l'album original en ajoutant As You Said qui a été enregistré en 1980 sur le single Komakino, ainsi The Warsaw Demo : le premier enregistrement du groupe, ajouté en « pistes bonus ». De ce fait, Bernard Sumner chante les chœurs sur la version de They Walked in Line de l'album.

## Liste des chansons
Toutes les chansons sont composées par Warsaw/Joy Division
| 1.    | The Drawback               |                            | 1:42 |
| 2.    | Leaders of Men             | An Ideal for Living        | 2:28 |
| 3.    | They Walked in Line        | Still                      | 2:50 |
| 4.    | Failures                   | An Ideal for Living        | 2:22 |
| 5.    | Novelty                    | Sur le single Transmission | 3:36 |
| 6.    | No Love Lost               | An Ideal for Living        | 4:34 |
| 7.    | Transmission               | Sorti en single            | 4:20 |
| 8.    | Living in the Ice Age      | Still                      | 2:19 |
| 9.    | Interzone                  | Unknown Pleasures          | 2:02 |
| 10.   | Warsaw                     | An Ideal for Living        | 2:06 |
| 11.   | Shadowplay                 | Unknown Pleasures          | 3:53 |
| 12.   | As You Said (Instrumental) | Single Komakino            | 2:01 |
| 13.   | Inside the Line            |                            | 2:43 |
| 14.   | Gutz                       |                            | 1:59 |
| 15.   | At a Later Date            |                            | 3:14 |
| 16.   | The Kill                   | Still                      | 2:08 |
| 17.   | You're No Good for Me      |                            | 2:03 |
| 48:50 |                            |                            |      |